# District de Barwani
Pour les articles homonymes, voir Guna (homonymie).
Le district de Barwani   (hindi : बड़वानी  जिला) est un district  de l'état du Madhya Pradesh, en Inde

## Géographie
Au recensement de 2011, sa population compte 1 385 881 habitants pour une superficie de 5 427 km2.
Son chef-lieu est la ville de Barwani. 